# ЛАЗ-4206
ЛАЗ-4206 — мелкосерийный советский пригородный (местно-сельский) автобус среднего класса.

## История
В 1984 году на выставке "Автопром-84" Львовский автобусный завод сообщил о начатых работах по проектированию нового семейства автобусов с дизельным двигателем КамАЗ-740.02, предназначенных для замены в производстве моделей ЛАЗ-695Н, ЛАЗ-695Р и ЛАЗ-699Р.
В 1986 году Всесоюзный конструкторско-экспериментальный институт автобусостроения начал работы по созданию 74-местного пригородного автобуса ЛАЗ-4206 для замены модели ЛАЗ-695Н.
Руководителем проекта по созданию автобусов ЛАЗ-4206 и ЛАЗ-4207 являлся главный конструктор ВКЭИ П. И. Присяжный.
С 1988 года на новых автобусах ВКЭИ для повышения надёжности электрической сети жгуты проводов начали помещать в защитные гофрированные трубки. Первыми моделями автобусов, на которых применили это решение, стали ЛАЗ-4206 и ЛАЗ-4207 (в которых использовали трубки диаметром 13 - 32 мм с толщиной стенок 0,5-0,7 мм).
В 1988 году начались испытания предсерийных образцов ЛАЗ-4206 и ЛАЗ-4207.
В 1991 году было принято решение о расширении производственной кооперации Львовского автозавода, было решено передать производство 35 наименований деталей для автобусов ЛАЗ на другие специализированные предприятия СССР. Производство рулевого механизма автобусов ЛАЗ-4206 и ЛАЗ-4207 и продольных рулевых тяг передали на Львовский завод автотракторных запчастей. Также, в 1991 году на Львовском автозаводе было принято решение снять с производства ЛАЗ-42021 для освобождения производственных мощностей (необходимых для начала серийного производства ЛАЗ-4206 и ЛАЗ-4207).
Кроме того, в конструкцию автобуса были внесены изменения: вместо двигателя КамАЗ-740.02 было решено устанавливать двигатель КамАЗ-7408М (в результате, максимальная скорость несколько снизилась - с 117 до 115 км/ч).
К 1992 году Львовский автобусный завод завершил приемочные испытания местно-сельского автобуса ЛАЗ-4206, однако производство новой модели требовало производственной кооперации предприятий нескольких республик СССР и серийное производство автобуса начато не было.

## Описание
Автобус двухдверный, бескапотный, с задним расположением двигателя.
Оснащён генератором модели 65.3701 и подогревателем модели 14.8106.
Внешне от ЛАЗ-4207 автобус можно отличить отсутствием остекления нижней части пассажирских дверей и надписью "4206" над крышкой моторного отсека.

## Варианты и модификации
- ЛАЗ-4206 - первый вариант с дизельным двигателем (изначально планировалось устанавливать двигатель КамАЗ-740.02, но в дальнейшем было решено устанавливать двигатель КамАЗ-7408М)[1]
- ЛАЗ-4206Г - газобаллонный вариант с двигателем ЗИЛ-375, комплектом газовой аппаратуры от ЛАЗ-695НГ и газовыми баллонами, размещёнными в переднем сквозном багажном отделении[11]